# Margaret Travolta
Margaret Travolta é uma atriz americana, irmã do ator John Travolta.

## Vida pregressa
Margaret Travolta nasceu em Englewood, na Nova Jersey, em uma família ítalo-irlandesa. Os seus pais eram católicos praticantes. Filha de Salvatore Travolta e Helen Cecilia (née Burke), de uma família de seis irmãos: John, Joey, Ellen, Ann e Sam. Seu pai era um ex-jogador de futebol semiprofissional que se tornou vendedor de pneus e sócio de uma empresa de pneus. Sua mãe era uma ex-atriz, diretora e cantora que apareceu no The Sunshine Sisters, um grupo vocal de rádio. Mais tarde, Helen se tornou professora de inglês no ensino médio e professora de teatro que amava as artes cênicas. O pai de Margaret era um ítalo-americano de segunda geração, e sua mãe era irlandesa-americana.

## Carreira
Os créditos de Margaret atuou em filmes ao lado do irmão John Travolta, tal como uma refém no filme Swordfish e uma enfermeira em Basic. Seus créditos também incluem A Maldição do Carrasco com David Keith, Prenda-me Se For Capaz com Leonardo DiCaprio e Tom Hanks, Segurança Nacional com Martin Lawrence e Steve Zahn, Alta Fidelidade com John Cusack e Jack Black, e Enquanto Você Dormia com Sandra Bullock e Bill Pullman. Seus créditos na televisão incluem papéis recorrentes em NYPD Blue como a Dra. Helen Boyd e em Days of Our Lives como a Irmã Mary Margaret, bem como participações especiais em programas como The Drew Carey Show, Strong Medicine e Early Edition.

## Filmografia

### Filme
| Ano  | Título                      | Personagem                         | Notas                               |
| ---- | --------------------------- | ---------------------------------- | ----------------------------------- |
| 1993 | In the Company of Darkness  | Dra. Kohanek                       | Filme para TV e estréia como atriz. |
| 1995 | Losing Isaiah               | Sandra Harris                      |                                     |
| 1995 | While You Were Sleeping     | Enfermeira recepcionista           |                                     |
| 1996 | Chain Reaction              | Anita Fermi                        |                                     |
| 1996 | Michael                     | Repórter #1                        |                                     |
| 1998 | Mercury Rising              | Enfermeira especialista em autismo |                                     |
| 2000 | Alta Fidelidade             | Mão do Rob                         |                                     |
| 2000 | Lucky Numbers               | Enfermeira                         |                                     |
| 2000 | Traffic                     | Economista                         |                                     |
| 2001 | Swordfish                   | Refém                              |                                     |
| 2002 | Pumpkin                     | Vera Whitner                       |                                     |
| 2002 | Catch Me If You Can         | Sra. Davenport                     |                                     |
| 2003 | Segurança Nacional          | Juíza                              |                                     |
| 2003 | Basic                       | Enfermeira #1                      |                                     |
| 2003 | Hangman's Curse             | Debi Wyrthen                       |                                     |
| 2005 | Be Cool                     | Marge                              |                                     |
| 2005 | Guilt                       | Tia Nina                           |                                     |
| 2006 | Solace                      | Enfermeira Reynolds                |                                     |
| 2006 | Lonely Hearts               | Despachante de Mineola             |                                     |
| 2006 | Accepted                    | Orientadora acadêmico              |                                     |
| 2007 | Wild Hogs                   | Dana                               |                                     |
| 2007 | Ocean's Thirteen            | Secretária do banco                |                                     |
| 2007 | Enchanted                   | Radioterapeuta                     |                                     |
| 2007 | Sex and Breakfast           | Gale                               |                                     |
| 2009 | Old Dogs                    | Anfitriã cantora                   |                                     |
| 2010 | How to Make Love to a Woman | Sra. Baker                         |                                     |

### Televisão
| Ano  | Título              | Personagem                    | Notas      |
| ---- | ------------------- | ----------------------------- | ---------- |
| 1993 | Missing Persons     | Papel desconhecido            | 1 episódio |
| 1998 | Cupid               | Esposa do congressista        | 1 episódio |
| 1998 | Early Edition       | Diretora de escola secundária | 1 episódio |
| 1999 | Turks               | Claire Strummond              | 1 episódio |
| 2002 | The Drew Carey Show | Sra. Bishop                   | 1 episódio |
| 2003 | NYPD Blue           | Dra. Helen Boyd               | 1 episódio |
| 2003 | The Handler         | Secretária                    | 1 episódio |
| 2004 | Days of Our Lives   | Irmã Mary Margaret            | 1 episódio |
| 2007 | ER                  | Secretária                    | 1 episódio |